# Roca de la Balma
La Roca de la Balma és una muntanya de 2.382,3 metres que es troba al municipi de Cava, a la comarca de l'Alt Urgell.